# Pope-Vannoy Landing
Pope-Vannoy Landing es un lugar designado por el censo ubicado en el borough de Lake and Peninsula en el estado estadounidense de Alaska. En el Censo de 2010 tenía una población de 6 habitantes y una densidad poblacional de 0,04 personas por km².

## Geografía
Pope-Vannoy Landing se encuentra en las coordenadas 59°34′14″N 154°26′50″O / 59.57056, -154.44722. Según la Oficina del Censo de los Estados Unidos, Pope-Vannoy Landing tiene una superficie total de 165.64 km², de la cual 144.09 km² corresponden a tierra firme y (13.01%) 21.55 km² es agua.

## Demografía
Según el censo de 2010, había 6 personas residiendo en Pope-Vannoy Landing. La densidad de población era de 0,04 hab./km². De los 6 habitantes, Pope-Vannoy Landing estaba compuesto por el 50% blancos, el 0% eran afroamericanos, el 33.33% eran amerindios, el 0% eran asiáticos, el 0% eran isleños del Pacífico, el 0% eran de otras razas y el 16.67% pertenecían a dos o más razas. Del total de la población el 0% eran hispanos o latinos de cualquier raza.